# 투로역
투로역(이탈리아어: Turro)은 밀라노 지하철 1호선의 역이다. 1964년 11월 1일, 1호선의 '세스토 마렐리' - '로토' 구간이 처음으로 개통하면서 문을 열었다.
투로 역은 밀라노 코무네의 몬차 대로(Viale Monza)에 있다. 투로 구를 전담한다. 지하에 위치한 역이며 한 개의 터널에 2개 승강장, 2개 선로를 가지고 있다.

## 시설
이 역에는 다음과 같은 시설이 있다.
- 장애인 승객을 위한 접근 시설
- 엘레베이터
- 에스컬레이터
- 승차권 자동판매기
- 역 감시카메라

| 밀라노 지하철         | 밀라노 지하철       | 밀라노 지하철                 |
| --------------------- | ------------------- | ----------------------------- |
| 고를라 세스토 1º 마조 | 밀라노 지하철 1호선 | 로베레토 로 피에라 / 비셸리에 |